# 蒼白短吻獅子魚
蒼白短吻獅子鱼为輻鰭魚綱鮋形目杜父魚亞目狮子鱼科吻獅子魚属的其中一種。分布於東南太平洋區的智利海域，棲息在水深6至28公尺的水域，生活習性不明。